# Izhakiella
Genre
Izhakiella est un genre de bacilles Gram négatifs (BGN) de la famille des Enterobacteriaceae. Son nom fait référence à l'écologue Ido Izhaki en hommage à l'ensemble de ses travaux.

## Taxonomie
Ce genre a été créé en 2016 pour recevoir l'espèce Izhakiella capsodis isolée de la surface d'un insecte ravageur d'une espèce d'asphodèle.
Malgré la refonte cette même année de l'ordre des Enterobacterales par Adeolu et al. à l'aide des techniques de phylogénétique moléculaire, Izhakiella reste dans la famille des Enterobacteriaceae dont le périmètre redéfini compte néanmoins beaucoup moins de genres qu'auparavant.

## Liste d'espèces
Selon la LPSN (1er novembre 2022) :
- Izhakiella australiensis Ji et al. 2017
- Izhakiella capsodis Aizenberg-Gershtein et al. 2016 – espèce type